# 埃爾潘縣
埃爾潘縣（西班牙語：Cantón El Pan），是厄瓜多爾的縣份，位於該國南部，由阿蘇艾省負責管轄，距離昆卡60公里，面積132平方公里，2010年人口3,075，人口密度每平方公里23.3人。